# (3019) Kulin
(3019) Kulin es un asteroide perteneciente al cinturón de asteroides descubierto por György Kulin desde el observatorio Konkoly de Budapest, Hungría, el 7 de enero de 1940.

## Designación y nombre
Kulin se designó inicialmente como 1940 AC.
Más tarde fue nombrado en honor del astrónomo húngaro György Kulin (1905-1989), descubridor del asteroide.

## Características orbitales
Kulin orbita a una distancia media del Sol de 2,864 ua, pudiendo alejarse hasta 3,014 ua y acercarse hasta 2,714 ua. Su inclinación orbital es 3,22° y la excentricidad 0,05242. Emplea 1770 días en completar una órbita alrededor del Sol.